# Население Ливана

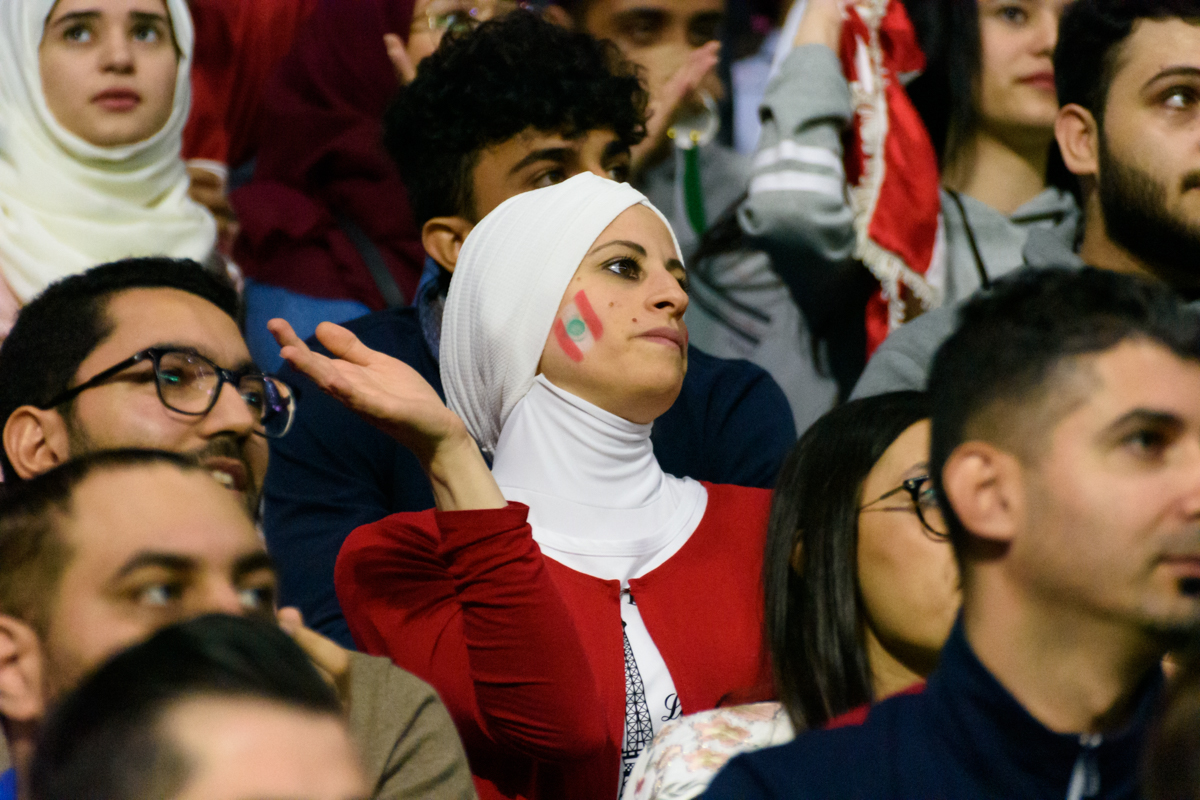
Ливанские футбольные болельщики смотрят матч Кубка Азии по футболу 2019 года.

Население Ливана по данным на июль 2011 года составляет 4 143 101 человек. Около 95 % населения страны представлено ливанцами, среди других этнических групп можно отметить армян (4 %). При этом ливанцы разделены на несколько этноконфессиональных групп, что имеет определяющее значение в жизни страны. Городское население составляет 89 %.

## Язык

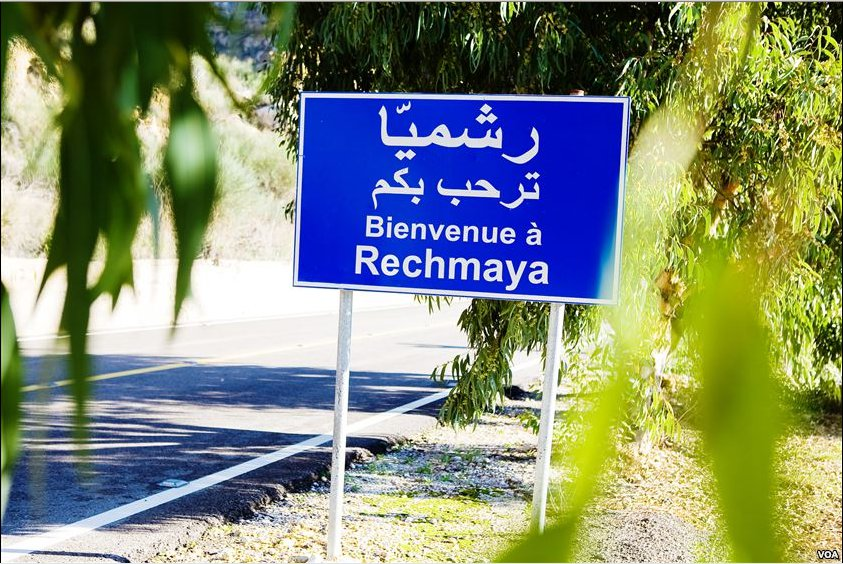
Знак на въезде в ливанскую деревню на арабском и французском языках

Официальный язык — арабский язык, распространены армянский и французский. Во второй половине XIX века протестантские миссионеры из США и французские иезуиты основали в Ливане два старейших и лучших его университета (Американский университет Бейрута и Университет Святого Иосифа), обучение в которых до сих пор ведется на английском и французском языках. В школах Ливана естественно-научные предметы преподаются только на иностранном языке (французском или английском), а гуманитарные — на арабском. Среди образованных ливанцев французский и английский языки стали почти родными языками, арабский многие из них знают довольно плохо. При этом в Ливане разговорным языком является особый арабский диалект, к тому же с локальными вариациями. Те ливанцы, которые считают себя финикийцами, а не арабами (марониты), утверждают, что этот диалект — отдельный язык, произошедший от арамейского.

## Религия

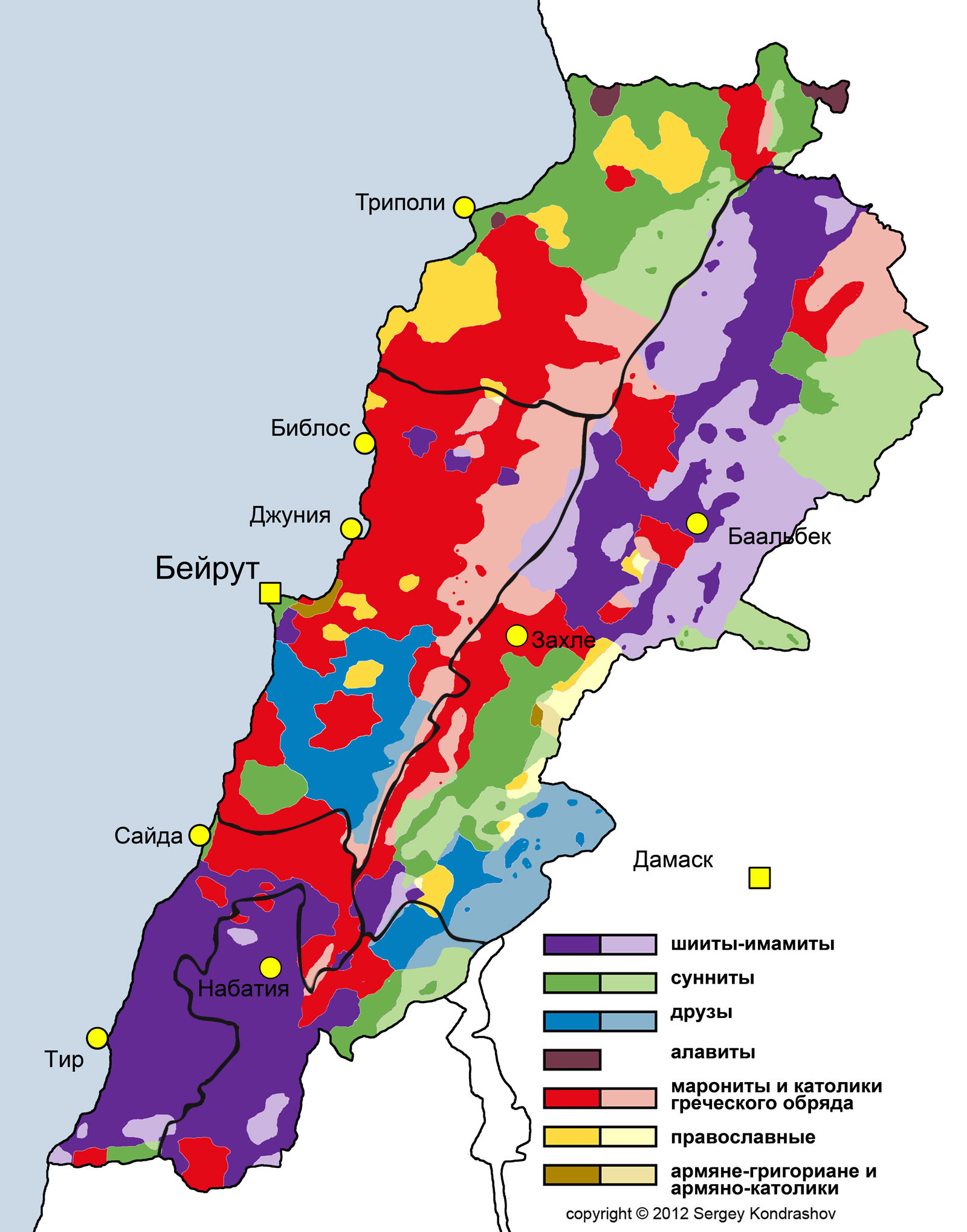
Размещение основных религиозных групп Ливана

Ливан является многоконфессиональной страной, его часто называют страной 18 религий. Около 70% населения Ливана исповедуют ислам, 30% — христианство. Всего в Ливане официально признается 12 христианских конфессий, самая многочисленная из которых представлена Маронитской католической церковью. До второй половины XX века марониты были политической и экономической элитой страны. В XX веке доля христиан в населении страны значительно сократилась. Мусульмане Ливана разделены на суннитов, шиитов и друзов (которых к мусульманам можно отнести весьма условно).
Для ливанцев определяющими являются три уровня идентичности: семья, регион, религиозная община. Основными этноконфессиональными регионами Ливана являются Аккар (север страны с преимущественно суннитским населением с маронитским анклавом Згарта и общиной алавитов в Триполи), Джебель-Амиль (юг страны с преимущественно шиитским населением со значительными общинами суннитов в Сайде и Тире и православным анклавом в Марджаюне), Бекаа (шииты, сунниты, христианский анклав в Захле), Джебель-Любнан (маронитский Горный Ливан) и Джебель-Шуф (горный район друзов). В отличие от многих других арабских стран племенной фактор в Ливане не играет значительной роли, исключением являются лишь шииты Южного Ливана и Бекаа, еще помнящие о своей племенной принадлежности.

## Основные статистические данные
- Возрастная структура:
  - менее 15 лет: 23 %
  - от 15 до 64 лет: 68 %
  - старше 64 лет: 9 %

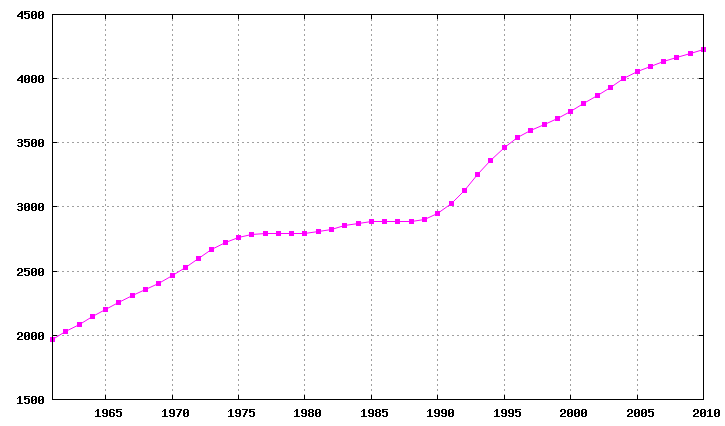
Динамика численности населения

- Средний возраст: 29,8 лет (28,7 лет у мужчин и 31 год — у женщин)
- Прирост населения: 0,244 %
- Рождаемость: 15,02 на 1000
- Смертность: 6,54 на 1000
- Гендерная структура: 960 мужчин на 1000 женщин
- Детская смертность: 15,85 на 1000
- Средняя продолжительность жизни: 75,01 лет (73,48 года для мужчин и 76,62 лет для женщин).
- Фертильность: 1,77 детей на женщину
- Уровень грамотности: 87,4 % (93,1 % мужчин и 82,2 % женщин)[7].